# 锡芒德尔 (索恩-卢瓦尔省)
锡芒德尔（法語：Simandre，法語發音：[simɑ̃dʁ]）是法国索恩-卢瓦尔省的一个市镇，属于卢昂区。

## 地理
锡芒德尔（46°37'23"N, 4°59'18"E）面积22.79 平方千米，位于法国勃艮第-弗朗什-孔泰大區索恩-卢瓦尔省，该省份为法国中部省份，北起顺时针与科多尔省、汝拉省、安省、罗讷省、卢瓦尔省、阿列省和涅夫勒省接壤。
与锡芒德尔接壤的市镇（或旧市镇、城区）包括：博德里耶尔、拉贝热芒德屈斯里、布瓦耶、拉弗雷特、拉克罗、卢瓦西、奥尔姆、图尔尼。

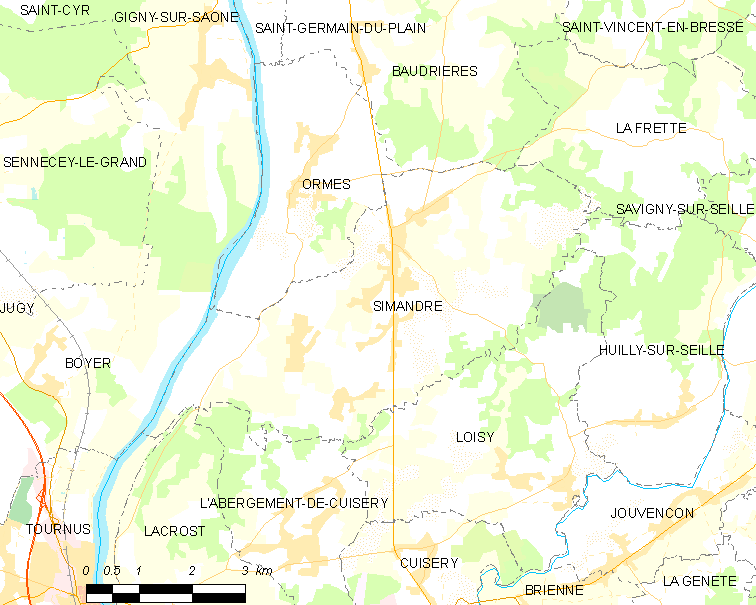
的OSM定位图

锡芒德尔的时区为UTC+01:00、UTC+02:00（夏令时）。

## 行政
锡芒德尔的邮政编码为71290，INSEE市镇编码为71522。

## 政治
锡芒德尔所属的省级选区为屈索县。

## 人口

1962-2008年间人口变化图示

锡芒德尔于2022年1月1日时的人口数量为1744人。